# 2014년 슈퍼탤런트 오브 더 월드
2014년 슈퍼탤런트 오브 더 월드 (아하 '슈탤')는 한국영화배우협회 스타의 밤과 싱가폴 유주닷컴, 타임즈 그룹이 공동 개최한 '슈탤' 2014 프로그램이다. 결선은 2014년 12월 19 서울 세빛둥둥섬에서 개최되었다.
매년 개최되는 영화배우 스타의 밤은 한 해 동안 청룡영화상, 백상예술대상, 대종상영화제, 영평상, 부산국제영화제 등 국내외 시상식 및 각종 영화제 수상자 가운데 엄선된 스타중의 스타에게 시상을 하는 행사이다.'슈탤과 융합된 이번 2014 한국영화배우협회 스타의 밤 & 슈퍼탤런트오브더월드 시즌 5 시상식은 총 15명 스타에게 시상을 하였다. 영화 변호인의 양우석 감독과, 명량 (영화)의 김한민 감독이 자랑스러운 영화인상으로, 인기스타상으로 해무 (영화)의 박유천, 인간중독의 임지연이, 탑스타상으로는 송강호, 최민식, 손예진이 영예의 수상자로 선정되었다.
싱가폴의 알리바바 그룹으로 불리는 싱가포르 거래소(SGX:AFC) 상장사 유주닷컴 과 슈탤 그룹이 운영하는 슈탤의 글로벌 네트워크는 사단법인 한국영화배우협회의 글로벌 지부로 활동하게 된다. 이들의 광범위한 글로벌 네트워크와 회원을 활용해 한국영화배우들의 글로벌 시장 진출과 확대의 발판을 마련하는 한편 한류의 전 세계적 확산에도 한층 탄력을 받을 것으로 보인다.

## 최종결과

### 순위
| 순위                      | 참가자 |
| ------------------------- | --- |
| 2014 슈퍼탤런트오브더월드 | - 인디아 – 스웨타 라이 |
| 탑 7 결선 진출자          | - 네덜란드 – 사피나 발사티 - 중국 – 손 양 - 일본 – 마유카 - 스웨덴 – 아누크리티 쿠센 - 몽골 – 아즐레그 안크흐 - 러시아 – 릴리아 이쉬무라토바                                                                   |
| 탑 15 준 결선 진출자      | - 아프가니스탄 – 바테아 타마르 - 호주 – 라비니아 화이트 - 한국 – 양미리 - 키르기스스탄 – 알리나 아니시모바 - 네팔 – 니람 찬드 - 필리핀 – 사만타 미첼 - 포르투갈 – 카티아 로드리게스 - 태국 – 나룬주타 푼야수크 |

### 특별상
| 순위                 | 참가자                            |
| -------------------- | --------------------------------- |
| 세계전통의상대상     | - 사하 공화국 – 줄리아 취레필로바 |
| 베스트 수영복        | - 필리핀 – 사만타 미첼            |
| 베스트 이브닝 드레스 | - 미국 – 제클린 베어드            |
| 베스트 탤런트        | - 몽골 – 아즐레그 안크흐보        |
| 아이콘 모델          | - 부랴트 공화국 – 디미다 보뢰바   |
| 케이팝 아티스트      | - 대만 – 밀리야 쿠도              |
| 베스트 댄스          | - 홍콩 – 탕 치안                  |
| 탑 멀티미디어        | - 태국 – 나룬주타 푼야수크        |
| 한국영화배우어워즈   | - 캄보디아 – 피치 첸다            |
| 유주 소셜 미디어     | - 네덜란드 – 줄리아 취레필로바    |

## 참가자 명단
- 2014년 11월 12일, 현재 확정된 참가자이다.

| 국가          | 이름                  | 나이 | 키(m) | 출신지        |
| ------------- | --------------------- | ---- | ----- | ------------- |
| 아프가니스탄  | 바테아 타마르         | 24   | 1.69  | 워싱턴        |
| 호주          | 라비니아 화이트       | 22   | 1.75  | 시드니        |
| 방글라데시    | 자누탈 페야           | 25   | 1.71  | 다카          |
| 바시키르      | 안젤리아 가레바       | 22   | 1.79  | 바시키르      |
| 벨라루스      | 나탈리아 블라디미로바 | 20   | 1.73  | 민스크        |
| 벨기에        | 케이 데메예           | 22   | 1.74  | 브뤼셀        |
| 부랴트 공화국 | 디미다 보뢰바         | 18   | 1.79  | 부랴트 공화국 |
| 캄보디아      | 피치 첸다             | 21   | 1.68  | 프놈펜        |
| 중국          | 손 양                 | 25   | 1.79  | 북경          |
| 코스타리카    | 나타샤 시바쟈         | 23   | 1.72  | 산호세        |
| 이집트        | 아야 압달라           | 22   | 1.71  | 카이로        |
| 영국          | 니꼴 다우링           | 23   | 1.69  | 시드니        |
| 조지아        | 나나 클리아노바       | 20   | 1.70  | 트빌리시      |
| 홍콩          | 탕 치안               | 25   | 169   | 홍콩          |
| 인디아        | 스웨타 라이           | 21   | 1.74  | 시드니        |
| 이란          | 마랄 보나크다         | 21   | 1.74  | 테헤란        |
| 이탈리아      | 조르지아 아리우       | 22   | 1.74  | 로마          |
| 한국          | 양미리                | 28   | 1.74  | 서울          |
| 일본          | 마유카                | 26   | 170   | 동경          |
| 카자흐스탄    | 알리나 아니시모바     | 21   | 1.74  | 알마티        |
| 키르기스스탄  | 아이술루 압디바카스   | 21   | 1.72  | 비슈케크      |
| 말레이시아    | 데비 라니             | 23   | 1.70  | 쿠알라룸푸르  |
| 몽골          | 아즐레그 안크흐보     | 22   | 1.72  | 울란바토르    |
| 네팔          | 니람 찬드             | 22   | 1.72  | 카트만두      |
| 네덜란드      | 사피나 발사티         | 21   | 1.74  | 암스테르담    |
| 파키스탄      | 아트카 페로즈         | 23   | 1.75  | 뉴욕          |
| 파나마        | 마리아 수아에즈       | 20   | 1.75  | 파나마시티    |
| 필리핀        | 사만타 미첼           | 20   | 1.67  | 시드니        |
| 폴란드        | 나탈리아 자노즈벡     | 23   | 1.68  | 바르샤바      |
| 포르투갈      | 카티아 로드리게스     | 20   | 1.74  | 리스본        |
| 러시아        | 릴리아 이쉬무라토바   | 20   | 1.76  | 모스크바      |
| 사하 공화국   | 줄리아 취레필로바     | 19   | 1.73  | 이르쿠츠크    |
| 싱가포르      | 셰릴 리               | 18   | 168   | 싱가포르      |
| 스웨덴        | 미쉘 발베르그         | 20   | 1.76  | 스톡홀름      |
| 시리아        | 디마 살라베           | 20   | 1.76  | 다마스쿠스    |
| 대만          | 밀리야 쿠도           | 25   | 1.69  | 타이베이      |
| 태국          | 나룬주타 푼야수크     | tba  | tba   | 방콕          |
| 미국          | 제클린 베어드         | 25   | 1.74  | 워싱턴        |
| 우즈베키스탄  | 쟈스민 다블레토바     | 21   | 1.71  | 타슈켄트      |
| 베네수엘라    | 아나 칼리리스         | 20   | 1.74  | 카라카스      |

## 같이 보기
- 유주닷컴
- 슈탤 그룹
- 타임즈 그룹
- 상하이 미디어 그룹